# IC 103
IC 103 ist eine elliptische Galaxie mit vom Hubble-Typ E/S0 im Sternbild Walfisch südlich der Ekliptik. Sie ist schätzungsweise 432 Millionen Lichtjahre von der Milchstraße entfernt und hat einen Durchmesser von etwa 115.000 Lj. Sie ist Namensgeberin der NGC 533-Gruppe.

Im selben Himmelsareal befinden sich die Galaxien NGC 521, NGC 533, IC 105 und IC 109.
Das Objekt wurde am 5. November 1891 vom französischen Astronomen Stéphane Javelle entdeckt.